# Chromodoris joshi
Espèce
Chromodoris joshi est une espèce de nudibranches de la famille des Chromodorididae qui se rencontre aux Philippines et en Indonésie.

## Systématique
L'espèce Chromodoris joshi a été décrite en 1998 par Terrence M. Gosliner (d) et David W. Behrens (d).

## Étymologie
Son épithète spécifique, joshi, lui a été donnée en l'honneur de Joshua Todd Gosliner, fils de Terrence M. Gosliner, en compensation des nombreux anniversaires que son père a ratés en étant présent aux Philippines pour ses missions.

## Publication originale
- (en) Terrence M. Gosliner et David W. Behrens, « Five new species of Chromodoris (Molluscs: Nudibranchia: Chromodorididae) from the tropical Indo-Pacific Ocean », Proceedings of the California Academy of Science, San Francisco, Inconnu, vol. 4, no 50,‎ 11 février 1998, p. 139-165 (ISSN 0068-547X, OCLC 2255608, lire en ligne).